# 锡维尼翁
锡维尼翁（法語：Sivignon，法語發音：[siviɲɔ̃]）是法国索恩-卢瓦尔省的一个市镇，属于马孔区。

## 地理
锡维尼翁（46°25'36"N, 4°29'58"E）面积12.5 平方千米，位于法国勃艮第-弗朗什-孔泰大區索恩-卢瓦尔省，该省份为法国中部省份，北起顺时针与科多尔省、汝拉省、安省、罗讷省、卢瓦尔省、阿列省和涅夫勒省接壤。
与锡维尼翁接壤的市镇（或旧市镇、城区）包括：希德、特里维、比菲耶尔、叙安、韦罗夫尔。

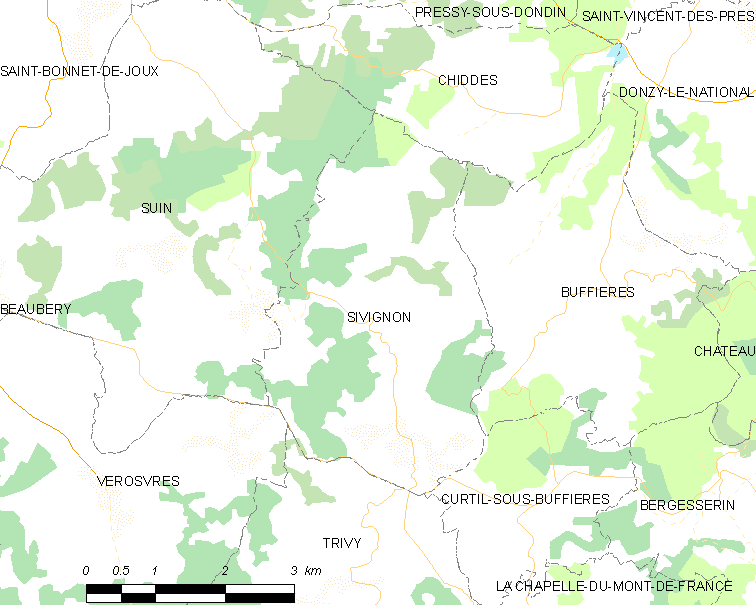
锡维尼翁的OSM定位图

锡维尼翁的时区为UTC+01:00、UTC+02:00（夏令时）。

## 行政
锡维尼翁的邮政编码为71220，INSEE市镇编码为71524。

## 政治
锡维尼翁所属的省级选区为克吕尼县。

## 人口

1962-2008年间锡维尼翁人口变化图示

锡维尼翁于2022年1月1日时的人口数量为178人。